# Nothing Else Matters
Nothing Else Matters is een nummer van de Amerikaanse metalband Metallica, afkomstig van het album Metallica in 1991. Het nummer, een ballad geschreven door James Hetfield en Lars Ulrich, werd sindsdien vele malen gecoverd. Het nummer haalde in 1992 in verscheidene landen een top 10-notering in de hitlijsten.

## Hitnoteringen

### Nederlandse Top 40
| Hitnotering: 09-05-1992 t/m 08-08-1992 | Hitnotering: 09-05-1992 t/m 08-08-1992 | Hitnotering: 09-05-1992 t/m 08-08-1992 | Hitnotering: 09-05-1992 t/m 08-08-1992 | Hitnotering: 09-05-1992 t/m 08-08-1992 | Hitnotering: 09-05-1992 t/m 08-08-1992 | Hitnotering: 09-05-1992 t/m 08-08-1992 | Hitnotering: 09-05-1992 t/m 08-08-1992 | Hitnotering: 09-05-1992 t/m 08-08-1992 | Hitnotering: 09-05-1992 t/m 08-08-1992 | Hitnotering: 09-05-1992 t/m 08-08-1992 | Hitnotering: 09-05-1992 t/m 08-08-1992 | Hitnotering: 09-05-1992 t/m 08-08-1992 | Hitnotering: 09-05-1992 t/m 08-08-1992 | Hitnotering: 09-05-1992 t/m 08-08-1992 | Hitnotering: 09-05-1992 t/m 08-08-1992 |
| Week:                                  | 1                                      | 2                                      | 3                                      | 4                                      | 5                                      | 6                                      | 7                                      | 8                                      | 9                                      | 10                                     | 11                                     | 12                                     | 13                                     | 14                                     |                                        |
| -------------------------------------- | -------------------------------------- | -------------------------------------- | -------------------------------------- | -------------------------------------- | -------------------------------------- | -------------------------------------- | -------------------------------------- | -------------------------------------- | -------------------------------------- | -------------------------------------- | -------------------------------------- | -------------------------------------- | -------------------------------------- | -------------------------------------- | -------------------------------------- |
| Positie:                               | 29                                     | 14                                     | 7                                      | 5                                      | 5                                      | 5                                      | 5                                      | 6                                      | 9                                      | 13                                     | 20                                     | 25                                     | 30                                     | 37                                     | uit                                    |

### NederlandseSingle Top 100
| Hitnotering: 02-05-1992 t/m 22-08-1992 | Hitnotering: 02-05-1992 t/m 22-08-1992 | Hitnotering: 02-05-1992 t/m 22-08-1992 | Hitnotering: 02-05-1992 t/m 22-08-1992 | Hitnotering: 02-05-1992 t/m 22-08-1992 | Hitnotering: 02-05-1992 t/m 22-08-1992 | Hitnotering: 02-05-1992 t/m 22-08-1992 | Hitnotering: 02-05-1992 t/m 22-08-1992 | Hitnotering: 02-05-1992 t/m 22-08-1992 | Hitnotering: 02-05-1992 t/m 22-08-1992 | Hitnotering: 02-05-1992 t/m 22-08-1992 | Hitnotering: 02-05-1992 t/m 22-08-1992 | Hitnotering: 02-05-1992 t/m 22-08-1992 | Hitnotering: 02-05-1992 t/m 22-08-1992 | Hitnotering: 02-05-1992 t/m 22-08-1992 | Hitnotering: 02-05-1992 t/m 22-08-1992 | Hitnotering: 02-05-1992 t/m 22-08-1992 | Hitnotering: 02-05-1992 t/m 22-08-1992 | Hitnotering: 02-05-1992 t/m 22-08-1992 |
| Week:                                  | 1                                      | 2                                      | 3                                      | 4                                      | 5                                      | 6                                      | 7                                      | 8                                      | 9                                      | 10                                     | 11                                     | 12                                     | 13                                     | 14                                     | 15                                     | 16                                     | 17                                     |                                        |
| -------------------------------------- | -------------------------------------- | -------------------------------------- | -------------------------------------- | -------------------------------------- | -------------------------------------- | -------------------------------------- | -------------------------------------- | -------------------------------------- | -------------------------------------- | -------------------------------------- | -------------------------------------- | -------------------------------------- | -------------------------------------- | -------------------------------------- | -------------------------------------- | -------------------------------------- | -------------------------------------- | -------------------------------------- |
| Positie:                               | 73                                     | 54                                     | 22                                     | 11                                     | 5                                      | 4                                      | 4                                      | 5                                      | 5                                      | 5                                      | 10                                     | 16                                     | 24                                     | 31                                     | 49                                     | 67                                     | 99                                     | uit                                    |

### VlaamseRadio 2 Top 30
| Hitnotering: (Week 1) 30-05-1992 Hitnotering: (Week 2 t/m 13) 13-06-1992 t/m 29-08-1992 | Hitnotering: (Week 1) 30-05-1992 Hitnotering: (Week 2 t/m 13) 13-06-1992 t/m 29-08-1992 | Hitnotering: (Week 1) 30-05-1992 Hitnotering: (Week 2 t/m 13) 13-06-1992 t/m 29-08-1992 | Hitnotering: (Week 1) 30-05-1992 Hitnotering: (Week 2 t/m 13) 13-06-1992 t/m 29-08-1992 | Hitnotering: (Week 1) 30-05-1992 Hitnotering: (Week 2 t/m 13) 13-06-1992 t/m 29-08-1992 | Hitnotering: (Week 1) 30-05-1992 Hitnotering: (Week 2 t/m 13) 13-06-1992 t/m 29-08-1992 | Hitnotering: (Week 1) 30-05-1992 Hitnotering: (Week 2 t/m 13) 13-06-1992 t/m 29-08-1992 | Hitnotering: (Week 1) 30-05-1992 Hitnotering: (Week 2 t/m 13) 13-06-1992 t/m 29-08-1992 | Hitnotering: (Week 1) 30-05-1992 Hitnotering: (Week 2 t/m 13) 13-06-1992 t/m 29-08-1992 | Hitnotering: (Week 1) 30-05-1992 Hitnotering: (Week 2 t/m 13) 13-06-1992 t/m 29-08-1992 | Hitnotering: (Week 1) 30-05-1992 Hitnotering: (Week 2 t/m 13) 13-06-1992 t/m 29-08-1992 | Hitnotering: (Week 1) 30-05-1992 Hitnotering: (Week 2 t/m 13) 13-06-1992 t/m 29-08-1992 | Hitnotering: (Week 1) 30-05-1992 Hitnotering: (Week 2 t/m 13) 13-06-1992 t/m 29-08-1992 | Hitnotering: (Week 1) 30-05-1992 Hitnotering: (Week 2 t/m 13) 13-06-1992 t/m 29-08-1992 | Hitnotering: (Week 1) 30-05-1992 Hitnotering: (Week 2 t/m 13) 13-06-1992 t/m 29-08-1992 | Hitnotering: (Week 1) 30-05-1992 Hitnotering: (Week 2 t/m 13) 13-06-1992 t/m 29-08-1992 |
| Week:                                                                                   | 1                                                                                       |                                                                                         | 2                                                                                       | 3                                                                                       | 4                                                                                       | 5                                                                                       | 6                                                                                       | 7                                                                                       | 8                                                                                       | 9                                                                                       | 10                                                                                      | 11                                                                                      | 12                                                                                      | 13                                                                                      |                                                                                         |
| --------------------------------------------------------------------------------------- | --------------------------------------------------------------------------------------- | --------------------------------------------------------------------------------------- | --------------------------------------------------------------------------------------- | --------------------------------------------------------------------------------------- | --------------------------------------------------------------------------------------- | --------------------------------------------------------------------------------------- | --------------------------------------------------------------------------------------- | --------------------------------------------------------------------------------------- | --------------------------------------------------------------------------------------- | --------------------------------------------------------------------------------------- | --------------------------------------------------------------------------------------- | --------------------------------------------------------------------------------------- | --------------------------------------------------------------------------------------- | --------------------------------------------------------------------------------------- | --------------------------------------------------------------------------------------- |
| Positie:                                                                                | 25                                                                                      | uit                                                                                     | 29                                                                                      | 14                                                                                      | 13                                                                                      | 8                                                                                       | 7                                                                                       | 10                                                                                      | 6                                                                                       | 8                                                                                       | 10                                                                                      | 14                                                                                      | 26                                                                                      | 21                                                                                      | uit                                                                                     |

### NPO Radio 2 Top 2000
| Nummer met noteringen in de NPO Radio 2 Top 2000 | '01  | '02 | '03 | '04 | '05 | '06 | '07 | '08 | '09 | '10 | '11 | '12 | '13 | '14 | '15 | '16 | '17 | '18 | '19 | '20 | '21 | '22 | '23 | '24 |
| ------------------------------------------------ | ---- | --- | --- | --- | --- | --- | --- | --- | --- | --- | --- | --- | --- | --- | --- | --- | --- | --- | --- | --- | --- | --- | --- | --- |
| Nothing Else Matters                             | 1014 | 99  | 16  | 19  | 20  | 10  | 15  | 14  | 19  | 11  | 14  | 14  | 9   | 11  | 16  | 15  | 15  | 13  | 15  | 17  | 8   | 9   | 9   | 11  |

1. ↑  Een vetgedrukt getal geeft de hoogste notering aan.
2. ↑  2001 was het eerste jaar met een notering voor dit nummer.

### JOE FM Hitarchief Top 2000
| "Nothin Else Matters" JOE fm Hitarchief Top 2000 | "Nothin Else Matters" JOE fm Hitarchief Top 2000 | "Nothin Else Matters" JOE fm Hitarchief Top 2000 | "Nothin Else Matters" JOE fm Hitarchief Top 2000 | "Nothin Else Matters" JOE fm Hitarchief Top 2000 |
| Jaar                                             | 2009                                             | 2010                                             | 2011                                             | 2012                                             |
| ------------------------------------------------ | ------------------------------------------------ | ------------------------------------------------ | ------------------------------------------------ | ------------------------------------------------ |
| Positie                                          | 7                                                | 9                                                | 10                                               | 13                                               |

## Metallica, Michael Kamen & the San Francisco Symphony Orchestra
Op 22 november 1999 bracht Metallica een liveversie van Nothing Else Matters uit in samenwerking met the San Francisco Symphony Orchestra onder leiding van Michael Kamen. Het nummer staat op hun livealbum S&M. In Nederland werd deze uitvoering net zo'n grote hit als het origineel. In Vlaanderen werd het een grotere hit dan het origineel en bereikte de eerste plaats van de Ultratop 50. Het was een van de twintig meest verkochte singles van 2000 in Vlaanderen.

### Hitnoteringen

#### Nederlandse Top 40
| Hitnotering: 18-12-1999 t/m 06-05-2000 | Hitnotering: 18-12-1999 t/m 06-05-2000 | Hitnotering: 18-12-1999 t/m 06-05-2000 | Hitnotering: 18-12-1999 t/m 06-05-2000 | Hitnotering: 18-12-1999 t/m 06-05-2000 | Hitnotering: 18-12-1999 t/m 06-05-2000 | Hitnotering: 18-12-1999 t/m 06-05-2000 | Hitnotering: 18-12-1999 t/m 06-05-2000 | Hitnotering: 18-12-1999 t/m 06-05-2000 | Hitnotering: 18-12-1999 t/m 06-05-2000 | Hitnotering: 18-12-1999 t/m 06-05-2000 | Hitnotering: 18-12-1999 t/m 06-05-2000 | Hitnotering: 18-12-1999 t/m 06-05-2000 | Hitnotering: 18-12-1999 t/m 06-05-2000 | Hitnotering: 18-12-1999 t/m 06-05-2000 | Hitnotering: 18-12-1999 t/m 06-05-2000 | Hitnotering: 18-12-1999 t/m 06-05-2000 | Hitnotering: 18-12-1999 t/m 06-05-2000 | Hitnotering: 18-12-1999 t/m 06-05-2000 | Hitnotering: 18-12-1999 t/m 06-05-2000 | Hitnotering: 18-12-1999 t/m 06-05-2000 | Hitnotering: 18-12-1999 t/m 06-05-2000 |
| Week:                                  | 1                                      | 2                                      | 3                                      | 4                                      | 5                                      | 6                                      | 7                                      | 8                                      | 9                                      | 10                                     | 11                                     | 12                                     | 13                                     | 14                                     | 15                                     | 16                                     | 17                                     | 18                                     | 19                                     | 20                                     |                                        |
| -------------------------------------- | -------------------------------------- | -------------------------------------- | -------------------------------------- | -------------------------------------- | -------------------------------------- | -------------------------------------- | -------------------------------------- | -------------------------------------- | -------------------------------------- | -------------------------------------- | -------------------------------------- | -------------------------------------- | -------------------------------------- | -------------------------------------- | -------------------------------------- | -------------------------------------- | -------------------------------------- | -------------------------------------- | -------------------------------------- | -------------------------------------- | -------------------------------------- |
| Positie:                               | 37                                     | 26                                     | 14                                     | 11                                     | 8                                      | 5                                      | 5                                      | 6                                      | 6                                      | 5                                      | 6                                      | 8                                      | 10                                     | 14                                     | 20                                     | 25                                     | 26                                     | 23                                     | 33                                     | 39                                     | uit                                    |

#### NederlandseSingle Top 100
| Hitnotering: 11-12-1999 t/m 17-06-2000 | Hitnotering: 11-12-1999 t/m 17-06-2000 | Hitnotering: 11-12-1999 t/m 17-06-2000 | Hitnotering: 11-12-1999 t/m 17-06-2000 | Hitnotering: 11-12-1999 t/m 17-06-2000 | Hitnotering: 11-12-1999 t/m 17-06-2000 | Hitnotering: 11-12-1999 t/m 17-06-2000 | Hitnotering: 11-12-1999 t/m 17-06-2000 | Hitnotering: 11-12-1999 t/m 17-06-2000 | Hitnotering: 11-12-1999 t/m 17-06-2000 | Hitnotering: 11-12-1999 t/m 17-06-2000 | Hitnotering: 11-12-1999 t/m 17-06-2000 | Hitnotering: 11-12-1999 t/m 17-06-2000 | Hitnotering: 11-12-1999 t/m 17-06-2000 | Hitnotering: 11-12-1999 t/m 17-06-2000 |
| Week:                                  | 1                                      | 2                                      | 3                                      | 4                                      | 5                                      | 6                                      | 7                                      | 8                                      | 9                                      | 10                                     | 11                                     | 12                                     | 13                                     | 14                                     |
| -------------------------------------- | -------------------------------------- | -------------------------------------- | -------------------------------------- | -------------------------------------- | -------------------------------------- | -------------------------------------- | -------------------------------------- | -------------------------------------- | -------------------------------------- | -------------------------------------- | -------------------------------------- | -------------------------------------- | -------------------------------------- | -------------------------------------- |
| Positie:                               | 47                                     | 33                                     | 16                                     | 12                                     | 11                                     | 6                                      | 5                                      | 4                                      | 4                                      | 3                                      | 4                                      | 7                                      | 10                                     | 10                                     |
| Week:                                  | 15                                     | 16                                     | 17                                     | 18                                     | 19                                     | 20                                     | 21                                     | 22                                     | 23                                     | 24                                     | 25                                     | 26                                     | 27                                     |                                        |
| Positie:                               | 14                                     | 19                                     | 24                                     | 24                                     | 25                                     | 26                                     | 30                                     | 38                                     | 51                                     | 57                                     | 64                                     | 68                                     | 83                                     | uit                                    |

#### VlaamseUltratop 50
| Hitnotering: 08-01-2000 t/m 03-06-2000 | Hitnotering: 08-01-2000 t/m 03-06-2000 | Hitnotering: 08-01-2000 t/m 03-06-2000 | Hitnotering: 08-01-2000 t/m 03-06-2000 | Hitnotering: 08-01-2000 t/m 03-06-2000 | Hitnotering: 08-01-2000 t/m 03-06-2000 | Hitnotering: 08-01-2000 t/m 03-06-2000 | Hitnotering: 08-01-2000 t/m 03-06-2000 | Hitnotering: 08-01-2000 t/m 03-06-2000 | Hitnotering: 08-01-2000 t/m 03-06-2000 | Hitnotering: 08-01-2000 t/m 03-06-2000 | Hitnotering: 08-01-2000 t/m 03-06-2000 | Hitnotering: 08-01-2000 t/m 03-06-2000 | Hitnotering: 08-01-2000 t/m 03-06-2000 | Hitnotering: 08-01-2000 t/m 03-06-2000 | Hitnotering: 08-01-2000 t/m 03-06-2000 | Hitnotering: 08-01-2000 t/m 03-06-2000 | Hitnotering: 08-01-2000 t/m 03-06-2000 | Hitnotering: 08-01-2000 t/m 03-06-2000 | Hitnotering: 08-01-2000 t/m 03-06-2000 | Hitnotering: 08-01-2000 t/m 03-06-2000 | Hitnotering: 08-01-2000 t/m 03-06-2000 | Hitnotering: 08-01-2000 t/m 03-06-2000 | Hitnotering: 08-01-2000 t/m 03-06-2000 |
| Week:                                  | 1                                      | 2                                      | 3                                      | 4                                      | 5                                      | 6                                      | 7                                      | 8                                      | 9                                      | 10                                     | 11                                     | 12                                     | 13                                     | 14                                     | 15                                     | 16                                     | 17                                     | 18                                     | 19                                     | 20                                     | 21                                     | 22                                     |                                        |
| -------------------------------------- | -------------------------------------- | -------------------------------------- | -------------------------------------- | -------------------------------------- | -------------------------------------- | -------------------------------------- | -------------------------------------- | -------------------------------------- | -------------------------------------- | -------------------------------------- | -------------------------------------- | -------------------------------------- | -------------------------------------- | -------------------------------------- | -------------------------------------- | -------------------------------------- | -------------------------------------- | -------------------------------------- | -------------------------------------- | -------------------------------------- | -------------------------------------- | -------------------------------------- | -------------------------------------- |
| Positie:                               | 46                                     | 35                                     | 24                                     | 16                                     | 8                                      | 3                                      | 3                                      | 1                                      | 1                                      | 1                                      | 2                                      | 3                                      | 4                                      | 7                                      | 8                                      | 8                                      | 14                                     | 21                                     | 28                                     | 30                                     | 38                                     | 49                                     | uit                                    |

#### VlaamseRadio 2 Top 30
| Hitnotering: 22-01-2000 t/m 20-05-2000 | Hitnotering: 22-01-2000 t/m 20-05-2000 | Hitnotering: 22-01-2000 t/m 20-05-2000 | Hitnotering: 22-01-2000 t/m 20-05-2000 | Hitnotering: 22-01-2000 t/m 20-05-2000 | Hitnotering: 22-01-2000 t/m 20-05-2000 | Hitnotering: 22-01-2000 t/m 20-05-2000 | Hitnotering: 22-01-2000 t/m 20-05-2000 | Hitnotering: 22-01-2000 t/m 20-05-2000 | Hitnotering: 22-01-2000 t/m 20-05-2000 | Hitnotering: 22-01-2000 t/m 20-05-2000 | Hitnotering: 22-01-2000 t/m 20-05-2000 | Hitnotering: 22-01-2000 t/m 20-05-2000 | Hitnotering: 22-01-2000 t/m 20-05-2000 | Hitnotering: 22-01-2000 t/m 20-05-2000 | Hitnotering: 22-01-2000 t/m 20-05-2000 | Hitnotering: 22-01-2000 t/m 20-05-2000 | Hitnotering: 22-01-2000 t/m 20-05-2000 | Hitnotering: 22-01-2000 t/m 20-05-2000 | Hitnotering: 22-01-2000 t/m 20-05-2000 |
| Week:                                  | 1                                      | 2                                      | 3                                      | 4                                      | 5                                      | 6                                      | 7                                      | 8                                      | 9                                      | 10                                     | 11                                     | 12                                     | 13                                     | 14                                     | 15                                     | 16                                     | 17                                     | 18                                     |                                        |
| -------------------------------------- | -------------------------------------- | -------------------------------------- | -------------------------------------- | -------------------------------------- | -------------------------------------- | -------------------------------------- | -------------------------------------- | -------------------------------------- | -------------------------------------- | -------------------------------------- | -------------------------------------- | -------------------------------------- | -------------------------------------- | -------------------------------------- | -------------------------------------- | -------------------------------------- | -------------------------------------- | -------------------------------------- | -------------------------------------- |
| Positie:                               | 24                                     | 16                                     | 8                                      | 3                                      | 3                                      | 1                                      | 1                                      | 1                                      | 2                                      | 3                                      | 4                                      | 7                                      | 8                                      | 8                                      | 14                                     | 21                                     | 28                                     | 30                                     | uit                                    |

## Lucie Silvas
Op 2005 nam de Britse zangeres Lucie Silvas Nothing Else Matters op voor haar album Breathe In. Op 4 november 2005 werd het nummer uitgebracht op single. In Nederland bereikte de single in de Nederlandse Top 40 een twaalfde plaats en in de Nederlandse Single Top 100 kwam het tot nummer dertien. De Vlaamse Ultratop 50 bereikte ze niet met dit nummer, het bleef op een vierde plaats steken in de Ultratiplijst.

### Hitnoteringen

#### Nederlandse Top 40
| Hitnotering: 10-12-2005 t/m 04-02-2006 | Hitnotering: 10-12-2005 t/m 04-02-2006 | Hitnotering: 10-12-2005 t/m 04-02-2006 | Hitnotering: 10-12-2005 t/m 04-02-2006 | Hitnotering: 10-12-2005 t/m 04-02-2006 | Hitnotering: 10-12-2005 t/m 04-02-2006 | Hitnotering: 10-12-2005 t/m 04-02-2006 | Hitnotering: 10-12-2005 t/m 04-02-2006 | Hitnotering: 10-12-2005 t/m 04-02-2006 | Hitnotering: 10-12-2005 t/m 04-02-2006 | Hitnotering: 10-12-2005 t/m 04-02-2006 |
| Week:                                  | 1                                      | 2                                      | 3                                      | 4                                      | 5                                      | 6                                      | 7                                      | 8                                      | 9                                      |                                        |
| -------------------------------------- | -------------------------------------- | -------------------------------------- | -------------------------------------- | -------------------------------------- | -------------------------------------- | -------------------------------------- | -------------------------------------- | -------------------------------------- | -------------------------------------- | -------------------------------------- |
| Positie:                               | 31                                     | 19                                     | 12                                     | 12                                     | 12                                     | 12                                     | 17                                     | 22                                     | 27                                     | uit                                    |

#### NederlandseSingle Top 100
| Hitnotering: 12-11-2005 t/m 18-02-2006 | Hitnotering: 12-11-2005 t/m 18-02-2006 | Hitnotering: 12-11-2005 t/m 18-02-2006 | Hitnotering: 12-11-2005 t/m 18-02-2006 | Hitnotering: 12-11-2005 t/m 18-02-2006 | Hitnotering: 12-11-2005 t/m 18-02-2006 | Hitnotering: 12-11-2005 t/m 18-02-2006 | Hitnotering: 12-11-2005 t/m 18-02-2006 | Hitnotering: 12-11-2005 t/m 18-02-2006 | Hitnotering: 12-11-2005 t/m 18-02-2006 | Hitnotering: 12-11-2005 t/m 18-02-2006 | Hitnotering: 12-11-2005 t/m 18-02-2006 | Hitnotering: 12-11-2005 t/m 18-02-2006 | Hitnotering: 12-11-2005 t/m 18-02-2006 | Hitnotering: 12-11-2005 t/m 18-02-2006 | Hitnotering: 12-11-2005 t/m 18-02-2006 | Hitnotering: 12-11-2005 t/m 18-02-2006 |
| Week:                                  | 1                                      | 2                                      | 3                                      | 4                                      | 5                                      | 6                                      | 7                                      | 8                                      | 9                                      | 10                                     | 11                                     | 12                                     | 13                                     | 14                                     | 15                                     |                                        |
| -------------------------------------- | -------------------------------------- | -------------------------------------- | -------------------------------------- | -------------------------------------- | -------------------------------------- | -------------------------------------- | -------------------------------------- | -------------------------------------- | -------------------------------------- | -------------------------------------- | -------------------------------------- | -------------------------------------- | -------------------------------------- | -------------------------------------- | -------------------------------------- | -------------------------------------- |
| Positie:                               | 62                                     | 83                                     | 61                                     | 33                                     | 21                                     | 20                                     | 16                                     | 13                                     | 15                                     | 17                                     | 27                                     | 46                                     | 60                                     | 59                                     | 70                                     | uit                                    |

## Zany & DV8
In 2007 bewerkte de Nederlandse dj-producer Zany samen met DV8 Nothing Else Matters tot een hardstyleversie. De single bereikte de 85ste plaats in de Nederlandse Single Top 100.

### Hitnotering

#### NederlandseSingle Top 100
| Hitnotering: (Week 1 t/m 2) 04-08-2007 t/m 11-08-2007 Hitnotering: (Week 3 t/m 4) 01-09-2007 t/m 08-09-2007 | Hitnotering: (Week 1 t/m 2) 04-08-2007 t/m 11-08-2007 Hitnotering: (Week 3 t/m 4) 01-09-2007 t/m 08-09-2007 | Hitnotering: (Week 1 t/m 2) 04-08-2007 t/m 11-08-2007 Hitnotering: (Week 3 t/m 4) 01-09-2007 t/m 08-09-2007 | Hitnotering: (Week 1 t/m 2) 04-08-2007 t/m 11-08-2007 Hitnotering: (Week 3 t/m 4) 01-09-2007 t/m 08-09-2007 | Hitnotering: (Week 1 t/m 2) 04-08-2007 t/m 11-08-2007 Hitnotering: (Week 3 t/m 4) 01-09-2007 t/m 08-09-2007 | Hitnotering: (Week 1 t/m 2) 04-08-2007 t/m 11-08-2007 Hitnotering: (Week 3 t/m 4) 01-09-2007 t/m 08-09-2007 | Hitnotering: (Week 1 t/m 2) 04-08-2007 t/m 11-08-2007 Hitnotering: (Week 3 t/m 4) 01-09-2007 t/m 08-09-2007 |
| Week: | 1 | 2 | | 3 | 4 | |
| --- | --- | --- | --- | --- | --- | --- |
| Positie: | 92 | 98 | uit | 85 | 92 | uit |

## Iris Kroes
In de halve finale van het tweede seizoen van The voice of Holland (op 13 januari 2012) zong Iris Kroes het nummer Nothing Else Matters. Doordat het nummer na de uitzending gelijk verkrijgbaar was als muziekdownload, kwam de single een week later op nummer 16 binnen in de Nederlandse Single Top 100.

### Hitnotering

#### NederlandseSingle Top 100
| Hitnotering: 21-01-2012 t/m 04-02-2012 | Hitnotering: 21-01-2012 t/m 04-02-2012 | Hitnotering: 21-01-2012 t/m 04-02-2012 | Hitnotering: 21-01-2012 t/m 04-02-2012 | Hitnotering: 21-01-2012 t/m 04-02-2012 |
| Week:                                  | 1                                      | 2                                      | 3                                      |                                        |
| -------------------------------------- | -------------------------------------- | -------------------------------------- | -------------------------------------- | -------------------------------------- |
| Positie:                               | 16                                     | 24                                     | 96                                     | uit                                    |

## Miley Cyrus, Watt, Elton John, Yo-Yo Ma, Robert Trujillo en Chad Smith
In 2021 coverde zangeres Miley Cyrus het nummer met Watt, Elton John, Yo-Yo Ma, Robert Trujillo en Chad Smith als onderdeel voor het album The Metallica Blacklist. Cyrus had het nummer al eerder gezongen tijdens het Glastonbury Festival in 2019. De reden waarom Cyrus voor dit lied had gekozen was dat zij de lyrics van het nummer volledig bij haar normen en waarden vindt passen. Cyrus besloot het lied ook als single uit te brengen.

## Overige covers
- Een andere bekende cover van het nummer is die van Jon Oliva (zang), Lemmy Kilmister (bas), Bob Balch (gitaar) en Gregg Bissonette (drums) op het album Metallica Assault: A Tribute to Metallica.
- Het nummer is ook door de Finse celloband Apocalyptica gecoverd op het album Inquisition Symphony.
- Naast de als single uitgebrachte versie van onder andere Miley Cyrus op het album The Metallica Blacklist, brachten ook de artiesten Phoebe Bridgers, Dave Grahan, Mickey Guyton, Dermot Kennedy, Mon Laferte, Igor Levit, My Morning Jacket, PG Roxette, Darius Rucker, Chris Stapleton en TRESOR ieder hun eigen versie van het nummer op dit album.[5]
- DJ Mad Dog, een Italiaanse hardcore-dj en producer, maakte ook een cover in 2011 samen met The Stunned Guys op het album A Night Of Madness.
- Frenchcore-artiest Sefa sampelde Nothing Else Matters in zijn track genaamd Suffering Matters op het album Leven = Lijden.